# Lijst van rijksmonumenten in Bemelen
De plaats Bemelen telt 13 inschrijvingen in het rijksmonumentenregister. Hieronder een overzicht.
| Object | Oorspronkelijke functie?  | Bouwjaar                            | Architect | Locatie                      | Coördinaten?                  | Nr.?   | Afbeelding |
| --- | ------------------------- | ----------------------------------- | --------- | ---------------------------- | ----------------------------- | ------ | --- |
| Hoeve van mergel. Gewit | Boerderij                 | 18e eeuw                            |           | Oude Akerstraat 55           | 50° 50' 53" NB, 5° 46' 1" OL  | 34630  | Meer afbeeldingen |
| Huis met mergelstenen puntgevel | Boerderij                 | 1781 (gevelsteen)                   |           | Oude Akerstraat 56           | 50° 48' 22" NB, 5° 45' 53" OL | 34631  | Meer afbeeldingen |
| Voormalige Kluis. Resten van deze grotwoning in de mergelwand van de Bemelerberg gelegen in het tweede rotsmassief ten Oosten van de weg naar Berg | Fort, vesting en -onderdl | 18e eeuw                            |           | voormalige Kluis Bemelerberg | 50° 51' 4" NB, 5° 46' 15" OL  | 34632  | Voormalige Kluis. Resten van deze grotwoning in de mergelwand van de Bemelerberg gelegen in het tweede rotsmassief ten Oosten van de weg naar Berg |
| RK Kerk van de H. Laurentius | Kerk en kerkonderdeel     | 13e of 14e eeuw (toren) 1845 (kerk) |           | Sint Laurentiusstraat 1      | 50° 49' 42" NB, 5° 45' 40" OL | 34635  | Meer afbeeldingen |
| Hoeve om open binnenplaats van baksteen en vakwerk                                                                                                 | Boerderij                 | eerste helft 18e eeuw               |           | Sint Laurentiusstraat 5      | 50° 49' 42" NB, 5° 45' 43" OL | 34636  | Meer afbeeldingen |
| Huis van mergel | Boerderij                 | eerste helft 19e eeuw               |           | Sint Laurentiusstraat 7      | 50° 49' 42" NB, 5° 45' 41" OL | 34637  | Meer afbeeldingen |
| Huis van mergel. Voorgevel gepleisterd. Zijgevel gewit                                                                                             | Boerderij                 | 18e eeuw                            |           | Sint Laurentiusstraat 11     | 50° 49' 41" NB, 5° 45' 42" OL | 34638  | Meer afbeeldingen |
| Bakstenen huis met vermoedelijke rest van vakwerk een houten ingangskozijn                                                                         | Boerderij                 | 18e eeuw                            |           | Sint Laurentiusstraat 13     | 50° 49' 41" NB, 5° 45' 42" OL | 34639  | Meer afbeeldingen |
| Hoeve om een achterwaarts open binnenplaats | Boerderij                 | 1845 (gevelsteen)                   |           | Sint Laurentiusstraat 14     | 50° 49' 41" NB, 5° 45' 45" OL | 34640  | Meer afbeeldingen |
| Draaiput van baksteen | Straatmeubilair           |                                     |           | Draaiput bij kerk            | 50° 50' 50" NB, 5° 45' 52" OL | 34641  | Meer afbeeldingen |
| Hoeve van mergel. Buitengevels gepleisterd. In de benedenverdieping hardstenen omlijstingen van ramen en deuren                                    | Boerderij                 | 18e eeuw                            |           | Molenweg 1                   | 50° 50' 53" NB, 5° 46' 0" OL  | 34642  | Meer afbeeldingen |
| Voormalige kluis (afmeting 3 x 3 x 3 m.) gelegen langs de holle weg van Gasthuis naar Bemelen, in het Bemelerbosch                                 | Fort, vesting en -onderdl |                                     |           | Vm kluis Bemelerbos          | 50° 50' 49" NB, 5° 46' 7" OL  | 34643  | Meer afbeeldingen |
| Oud gemeentehuis | Bestuursgebouw en onderdl | 1910                                |           | Oude Akerstraat 62           | 50° 50' 52" NB, 5° 46' 1" OL  | 491738 | Meer afbeeldingen |